# Jakob Erzberger
Jakob Heinrich Erzberger (* 23. März 1843 in Seltisberg bei Liestal; † 13. Juli 1920 in Sissach), auch bekannt als Jakob Etzenberger, James Erzenberger oder Jakob Ertzenberger, war ein Schweizer Missionar und Prediger der heutigen Freikirche der Siebenten-Tags-Adventisten. Durch die Taufe von sechs Erwachsenen in einem Teich zwischen Vohwinkel und Solingen am 8. Januar 1876 und die Gemeindegründung Vohwinkel wird er zu den Pionieren der Siebenten-Tags-Adventisten gezählt.

## Leben und Wirken
Jakob Erzberger war der Sohn von Heinrich Erzberger. Dieser starb, als Jakob drei Jahre alt war. 1859 wurde Erzberger in Liestal konfirmiert. Er wurde Missionsschüler in der Pilgermission St. Chrischona in Basel. Nach Begegnungen mit der Gruppe der Sabbathalter um Michael Belina Czechowski in Tramelan erhielt er 1868 die Erwachsenentaufe und wurde Anhänger der Siebenten-Tags-Adventisten.
Nach dem Weggang von Czechowski wurde Erzberger von seiner Gemeinde als Delegierter nach Battle Creek (Michigan) entsandt, wo er die englische Sprache erlernte und 15 Monate lang die Glaubenslehren der Adventisten studierte. Dabei wohnte er bei James S. White und Ellen G. White. 1870 erfolgte seine Ordination (Einsegnung) durch James White und John Nevins Andrews. Anschließend kehrte Erzberger in die Schweiz zurück. Andrews ging 1874 ebenfalls in die Schweiz und wurde bei seiner Arbeit von Erzberger unterstützt.
Anfang des Jahres 1875 kam es zu einem Kontakt zu den Sabbathaltern um Johann Heinrich Lindermann in Vohwinkel, Solingen und Mönchengladbach. Zusammen mit Andrews reiste er ins Rheinland. Er diente Andrews zunächst als Übersetzer und hielt in den Jahren 1875 und 1876 selbständig öffentliche religiöse Vorträge (Evangelisationen) in Hilden, Solingen und Velbert-Langenberg, bevor er in die Schweiz zurückkehrte. Dort war er in verschiedenen Regionen tätig. 1875 entstand ein Kontakt zu Mitgliedern der apostolischen Gemeinde in Essen.
Im Januar 1876 kam es durch Erzberger zu einer ersten Taufe und Gemeindegründung von Siebenten-Tags-Adventisten in Deutschland. Seit 1886 bestand eine enge Zusammenarbeit mit Ludwig Richard Conradi. Ab 1904 reiste Erzberger als Evangelist durch ganz Deutschland, predigte und hielt Bibelstunden. In seinen letzten Lebensjahren lebte er in Sissach in der Schweiz.

## Privates
Erzberger war seit 1882 mit Marie Versin verheiratet und hatte zwei Söhne. Nach dem Tod seiner Frau im Jahr 1903 heiratete er 1905 Marie Pauline Kaufmann.